# ورنچتسا ویلکا
ورنچتسا ویلکا (به لاتین: Wręczyca Wielka) یک روستا در لهستان است که در گمینا ورنچتسا ویلکا واقع شده‌است. ورنچتسا ویلکا ۲٬۷۱۸ نفر جمعیت دارد.